# 黎旭
黎旭（1971年2月27日—），中國男子射擊運動員，出生地為四川成都。

## 生涯
黎旭在1984年加入四川射擊隊，當時他的教練是江澤祥。1995年時，他加入中国国家射击队，师从賀承旺。同年，他於亞洲錦標賽中贏得男子個人雙向飛碟小項的冠軍。兩年後的八運會，他取得男子個人雙向飛碟小項的銀牌。1998年的曼谷亞運，他於男子個人雙向飛碟小項最終獲得銅牌。翌年，他於上海舉行的全國射擊系統賽以124中奪得男子個人雙向飛碟小項的冠軍外，更平了在1992年時由高喜光所刷新的全國紀錄。之後的鄭州全國系統賽，他以149中，打破了148中的舊紀錄。
2004年，黎在全國錦標賽中贏得男子個人雙向飛碟小項的第一。次年的十運會前，他取得了男子個人雙向飛碟小項的亞軍。隨後的射擊項目中，他並沒有取得獎牌。在2006年12月的2006年多哈亚运会上，他与金迪及曲日東合作参加男子团体双向飞碟小项，以360中成绩，取得铜牌。